# مسجد حسن باشا طاهر
مسجد حسن باشا طاهر (1224هجرية / 1809) هو أحد المساجد التي انشئت في عصر محمد علي في مصر، يقع ببركة الفيل بالقاهرة، ومنشئ المسجد ينتمي إلى أسرة محمد باشا طاهر الأرنؤدى والي مصر من قبل الدولة العثمانية.

## وصفه
يتكون الجامع من مبنى مستطيل بجوار القبة، يتقدمه من الجهة الغربية المدخل الرئيسى يحيط به رواق يرتفع إلى نهاية جدران المسجد، ويتكون من ثلاثة فصوص ملئت بالمقرنصات والدلايات. ويصعد إلى باب المسجد الذي يتوسط المدخل الرئيسى ببضع درجات، على يمينه باب يؤدى إلى السبيل الملحق به.

## روابط خارجية
- آثار القاهرة الإسلامية نسخة محفوظة 31 مايو 2014 على موقع واي باك مشين.